# Sojuz MS-09
Sojuz MS-09 fu un volo astronautico verso la Stazione Spaziale Internazionale (ISS) e parte del programma Sojuz, e fu il 138º volo con equipaggio della navetta Sojuz dal primo volo avvenuto nel 1967. L'equipaggio partì il 6 giugno 2018 dal Cosmodromo di Bayqoñyr per prender parte ad una missione di sei mesi durante le Expedition 56/57. Dopo 196 giorni in orbita, il 20 dicembre 2018, l'equipaggio atterrò nel Kazakistan.

## Equipaggio
| Ruolo               | Equipaggio                                             | Equipaggio                                             |
| ------------------- | ------------------------------------------------------ | ------------------------------------------------------ |
| Comandante          | Sergej Prokop'ev, Roscosmos Expedition 56 Primo volo   | Sergej Prokop'ev, Roscosmos Expedition 56 Primo volo   |
| Ingegnere di volo 1 | Alexander Gerst, ESA Expedition 56 Secondo volo        | Alexander Gerst, ESA Expedition 56 Secondo volo        |
| Ingegnere di volo 2 | Serena Auñón-Chancellor, NASA Expedition 56 Primo volo | Serena Auñón-Chancellor, NASA Expedition 56 Primo volo |

### Equipaggio di riserva
| Ruolo               | Equipaggio                              | Equipaggio                              |
| ------------------- | --------------------------------------- | --------------------------------------- |
| Comandante          | Oleg Kononenko, Roscosmos Expedition 56 | Oleg Kononenko, Roscosmos Expedition 56 |
| Ingegnere di volo 1 | David Saint-Jacques, CSA Expedition 56  | David Saint-Jacques, CSA Expedition 56  |
| Ingegnere di volo 2 | Anne McClain, NASA Expedition 56        | Anne McClain, NASA Expedition 56        |

Il 18 gennaio 2018, a cinque mesi dal lancio, la NASA annunciò la sostituzione di Jeanette Epps con Serena Auñón-Chancellor come membro della missione Expedition 56/57. Il posto precedentemente assunto da Auñón come ingegnere di volo 2 dell'equipaggio di riserva venne occupato dall'astronauta Anne McClain.

## Missione

### Lancio e attracco
Il lancio della Sojuz MS-09 con il suo equipaggio avvenne il 6 giugno 2018 alle 11:12 UTC dalla rampa di lancio 1 del Cosmodromo di Bayqoñyr a bordo di un lanciatore Sojuz FG. Il seggiolino centrale del Modulo di Rientro era occupato dal comandante russo Prokop'ev, quello di sinistra dall'ingegnere di volo-1 europeo Gerst e quello di destra dall'ingegnere di volo-2 americano Auñón-Chancellor. Dopo circa otto minuti di ascesa nominale, la navicella raggiunse l'orbita terrestre bassa. Per raggiungere venne utilizzata la procedura di attracco di due giorni invece della ormai solita di quattro orbite in sei ore. L'attracco della Sojuz con il modulo Rassvet del Segmento russo della Stazione avvenne due giorni dopo, alle 13:01 UTC dell'8 giugno. Dopo i controlli di tenuta di diverse ore tra la Sojuz e la ISS, l'equipaggio poté unirsi al restante equipaggio dell'Expedition 56 (Andrew Feustel, Oleg Artem'ev e Richard Arnold).

### Incidente perdita di pressione
Alle 23 UTC del 29 agosto 2018, i centri di controllo di Houston (MCC-H) e di Mosca (MCC-M) rivelarono una perdita di pressione all'interno della ISS. Essendo la perdita relativamente piccola tale da non mettere in pericolo l'equipaggio, i MCC decisero di non svegliare gli astronauti durante la notte e di rimandare i controlli a bordo della ISS alla mattina. Alle 6 UTC del 30 agosto l'equipaggio venne aggiornato degli sviluppi e iniziarono le procedure per l'individuazione del foro. Secondo la procedura di depressurizzazione l'equipaggio dovette chiudere un modulo alla volta e determinarne la pressione. Dopo questa lunga procedura, intorno alle 14 UTC, la falla venne individuata nel Modulo Orbitale della Sojuz MS-09. Si trattava di un foro di 2mm di diametro di origine sconosciuta, anche se i cosmonauti inizialmente riferirono che il foro sembrava essere fatto dall'interno della Sojuz verso l'esterno, ma nell'immediato non esclusero nemmeno un incidente di micrometeoriti o un cedimento interno della struttura, Roscosmos inoltre avviò un'inchiesta. I MCC riferirono che la perdita di pressione era più o meno costante a 0,6 mmHg all'ora e che, se non riparata, la falla avrebbe consumato l'ossigeno della ISS in 18 giorni. Per compensare la perdita si preferì aumentare l'utilizzo dell'ECLSS a +0,6% e i cosmonauti trasferirono 10mmHg di ossigeno dalla Progress 70 alla ISS per equilibrare la perdita. Mentre sulla ISS l'equipaggio cercava il kit di riparazione e il MCC-M analizzava le foto per decidere il da farsi, venne applicato sul foro del nastro Kapton in via temporanea. Il MCC-M infine decise di applicare il prima possibile del sigillante per risolvere definitivamente il problema. Nonostante il comandante della ISS Feustel avesse chiesto di aspettare 24 ore prima di utilizzare il sigillante per testarne l'efficacia in un mockup a terra, il MCC-M diede comunque l'ok al comandante della Sojuz MS-09 Prokop'ev di procedere, visto che la decisione ultima spettava a Roscosmos essendo la Sojuz una navicella russa che non faceva parte della ISS. Una volta utilizzato il sigillante sia MCC-M che MCC-H rilevarono una stabilizzazione della pressione all'interno della Stazione, malgrado i cosmonauti avessero notato la presenza di bolle lungo il bordo del sigillante. Alle 17:30 UTC circa, dato che la giornata lavorativa dell'equipaggio era terminata, i MCC interruppero il lavoro di riparazione e vennero rimandati al giorno successivo ulteriori controlli di tenuta, per dare il tempo al sigillante di solidificarsi e all'equipaggio di riposare. 

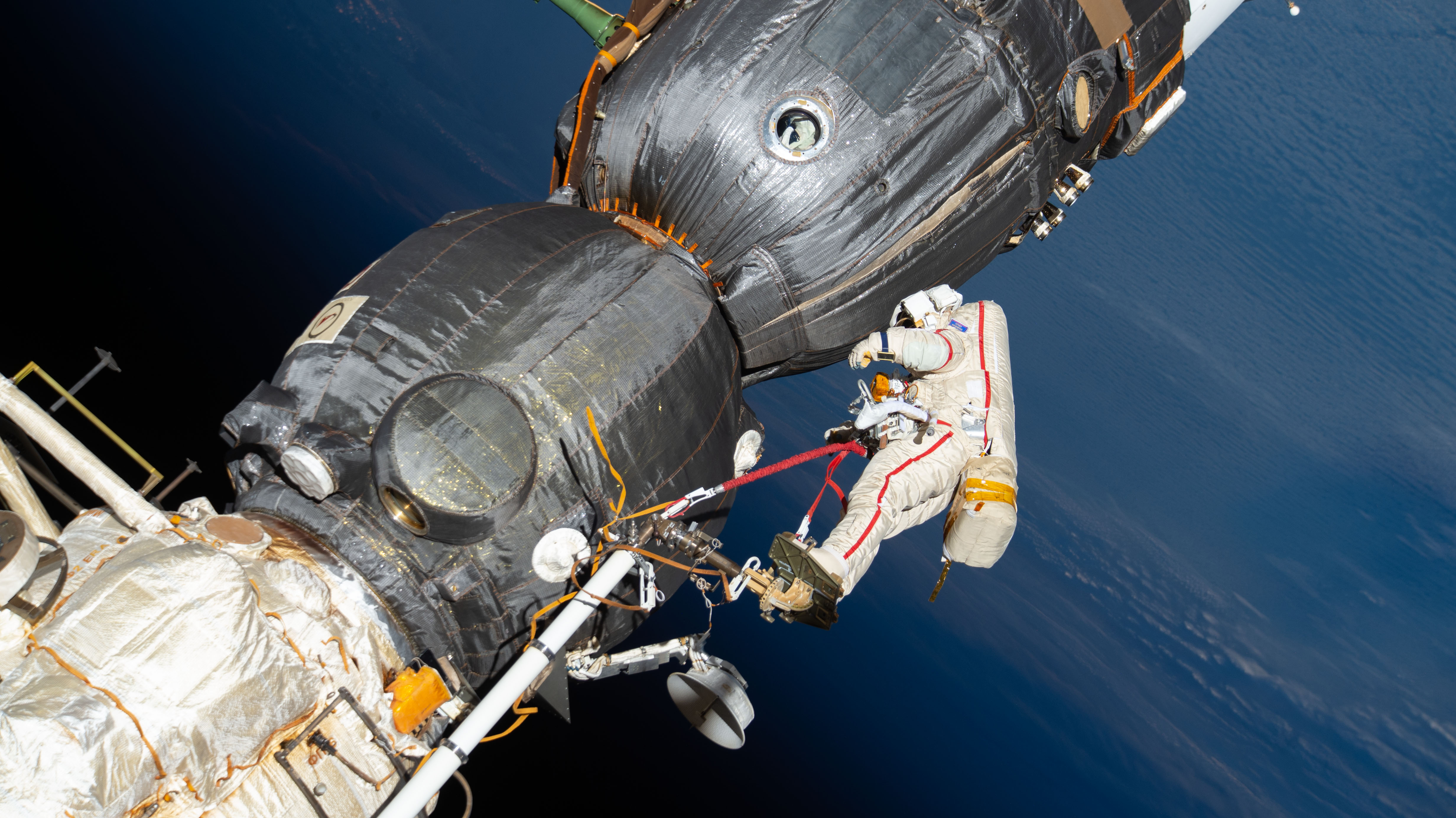
Kononenko vicino alla Sojuz MS-09 durante l'EVA

Il 4 settembre Roscosmos dichiarò che il foro era stato prodotto dall'interno della Sojuz verso l'esterno, escludendo così l'impatto con un micrometeorite come causa del foro, nonostante ignorassero se era stato un incidente accidentale avvenuto durante il montaggio della navicella o un atto di sabotaggio. Considerando che la Sojuz avesse superato i controlli di tenuta prima di essere lanciata, il foro era stato chiuso con qualche tipo di sigillante e che nei mesi successivi si era staccato, producendo la depressurizzazione. Il fatto che non fosse stata segnalata nella documentazione a Terra la presenza del foro, né il suo tentativo approssimativo di riparazione creò preoccupazione nell'agenzia spaziale russa, che impose successivamente dei controlli a Terra più rigidi per impedire che ciò potesse accadere di nuovo. Dato che il Modulo Orbitale si sarebbe distrutto al rientro in atmosfera, decisero di svolgere un'attività extraveicolare (EVA) per il prelievo di campioni utili all'indagine. I cosmonauti che avrebbero dovuto svolgere l'EVA erano Prokop'ev e Aleksej Ovčinin, ma a causa dell'incidente della Sojuz MS-10 Ovčinin non riuscì ad arrivare a bordo della ISS. Il suo posto venne occupato da Oleg Kononenko, partito a bordo della Sojuz MS-11 il 3 dicembre. L'11 dicembre i due cosmonauti svolsero un'EVA di 7 ore e 45 minuti, strappando l'isolamento multistrato (MLI) e tagliando rivestimento metallico anti-micrometeoriti della Sojuz. Sotto questi due strati venne individuato il foro di cui vennero fatte delle foto e prelevati dei campioni, che poi tornarono sulla Terra a bordo della Sojuz MS-09 il 20 dicembre.

### Sgancio dalla ISS
Il ritorno sulla Terra della Sojuz MS-09 avvenne il 20 dicembre 2018. L'atterraggio era inizialmente previsto per il 13 dicembre ma venne ritardato al 20 dicembre a causa dell'incidente avvenuto al lancio della Sojuz MS-10, questo per permettere all'equipaggio della Sojuz MS-11 di arrivare sulla ISS prima della loro partenza per non lasciarla disabitata. 
Dopo i saluti di rito tra l'equipaggio della Sojuz MS-09 e quello della Sojuz MS-11, i portelli tra la Sojuz e la Stazione vennero chiusi alle 22:30 UTC del 19 dicembre. A bordo della Sojuz, l'equipaggio si posizionò nei seggiolini del Modulo di Rientro com'era avvenuto durante il lancio. Mentre l'equipaggio indossava le tute Sokol, si resero conto che il cavo delle comunicazioni della tuta di Prokop'ev si era tagliato e ciò gli impediva di comunicare con gli altri due membri, con il MCC-M e con le squadre di soccorso e recupero quando la visiera del casco era chiusa. Dopo averne discusso, i direttori di volo decisero di continuare le procedure come pianificato, ma di affidare a Gerst la responsabilità delle comunicazioni durante il rientro, dato che era pienamente addestrato per svolgere questo compito. La Sojuz si sganciò dal modulo modulo Rassvet del Segmento russo della stazione all'1:42 UTC del 20 dicembre. I ganci che tenevano la Stazione e la navicella unite si separarono e le molle compresse durante l'attracco (197 giorni prima) si ri-distesero. La distensione delle molle permise di allontanare la Sojuz alla velocità di 12-15 cm/s senza l'ausilio del propellente, dato che questo avrebbe potuto contaminare le superfici esterne della ISS. Dopo tre minuti dal distacco, la Sojuz fu abbastanza lontana da poter accendere i propulsori per 15 secondi per aumentare la velocità di distacco fino a 2 km/h.

### Deorbit burn e atterraggio
Avendo raggiunto una distanza di sicurezza di 100 km dalla ISS dopo due orbite di volo autonomo, alle 4:10 la Sojuz riaccese i propulsori (il cosiddetto Deorbit Burn) per 4 minuti e 36 secondi per rallentare e permetterle di entrare in atmosfera. Nel mentre che la navicella iniziava a perdere altitudine, il Modulo Orbitale venne depressurizzato e poi separato insieme al Modulo di Servizio dal Modulo di Rientro alle 4:38. Il Modulo Orbitale e il Modulo di Servizio bruciarono al rientro per l'elevato attrito causato dall'atmosfera, a differenza del Modulo di Rientro che era dotato di scudo termico. Due minuti dopo, il Modulo di Rientro con all'interno l'equipaggio entrò negli strati più densi dell'atmosfera, raggiungendo la temperatura esterna di circa 1600 °C e avvenne la nominale interruzione delle comunicazioni radio per la presenza di particelle ionizzate intorno alla Sojuz. Dopo circa cinque minuti, la navicella uscì dal plasma e riottenne il contatto radio con le squadre di recupero e soccorso. A circa 10 km di altitudine, il sistema di paracaduti si attivò, dispiegando i due pilotini e poi il paracadute principale. Quando la navicella arrivò all'altitudine di 6 km venne espulso lo scudo termico, la pressione atmosferica della navicella venne equalizzata con quella esterna, il combustibile rimasto venne espulso e i seggiolini degli astronauti si sollevano per ammortizzare l'impatto con il terreno. A 1 metro da terra i propulsori si attivarono rallentando e facendo atterrate la navicella alla velocità di 2 m/s. L'atterraggio avvenne alle 05:03 a circa 147 km dalla città di Zhezkazgan in Kazakistan.
Della squadra di soccorso e recupero facevano parte dieci elicotteri Mil-8, due aerei AN-12, un AN-26, 22 veicoli terrestri di cui sei veicoli anfibi Siniya Ptitsa (Blue Bird) e circa 200 membri del personale, tra personale militare, di Roscosmos, NASA e ESA, divisi tra il sito nominale di atterraggio vicino a Zhezkazgan e quello di atterraggio balistico. Dopo l'atterraggio l'equipaggio venne velocemente estratto dalle squadre di soccorso e portato in una tenda medica per controlli medici di routine e i primi esperimenti di adattabilità alla gravità. Dopo un viaggio di un paio d'ore in elicottero arrivarono all'aeroporto di Karaganda e, dopo la tradizionale cerimonia di benvenuto, si separarono: Prokop'ev tornò a Città delle Stelle, Gerst a Colonia e Auñón-Chancellor a Houston.